# شبکه تلویزیونی ایدمان
شبکه تلویزیونی ایدمان(به ترکی آذربایجانی:İdman Azərbaycan Televiziyası) از شبکه‌های تلویزیونی جمهوری آذربایجان که در زبان ترکی‌آذربایجانی معادل با ورزش در زبان فارسی می‌باشد و جزء گروه کانال‌های ملی(دولتی) که در ۱ ژانویهٔ ۲۰۰۹ توسط صداوسیمای جمهوری آذربایجان تأسیس شد.سی‌بی‌سی اسپورت دیگر شبکه ورزشی جمهوری آذربایجان در سال ۲۰۱۵ افتتاح شد.

## دریافت
- Sat: Azerspace 1 46E
- Fre: 11175 H 30000
- Biss : 34 53 45 00 34 53 45 00
- Biss : 10 01 10 21 10 01 70 81